# 岡山県道313号大野部備中線
岡山県道313号大野部備中線（おかやまけんどう313ごう おおのべびっちゅうせん）は、岡山県新見市から高梁市に至る一般県道である。

## 概要
新見市哲西町大野部と高梁市備中町西山を結ぶ。

### 路線データ
- 起点：新見市哲西町大野部（岡山県道50号北房井倉哲西線交点）
- 終点：高梁市備中町西山（広島県道・岡山県道107号奈良備中線交点）
- 総延長：12.8 km

## 歴史
- 1960年（昭和35年）3月18日 - 岡山県告示第335号により認定される。
- 1960年代半ばに新成羽川ダム建設により広島県道・岡山県道107号奈良備中線とともに付け替えが行われる。
- 1972年（昭和47年） - 岡山県の県道番号再編により現行の路線番号に変更される。
- 2004年（平成16年）10月1日 - 高梁市と川上郡の全3町、上房郡有漢町が対等合併して改めて高梁市が発足したことに伴い終点の地名表記が変更される（川上郡備中町西山→高梁市備中町西山）。
- 2005年（平成17年）3月31日 - 新見市と阿哲郡の全4町が対等合併して改めて新見市が発足したことに伴い起点の地名表記が変更される（阿哲郡哲西町大野部→新見市哲西町大野部）。

## 地理

### 通過する自治体
- 岡山県
  - 新見市 - 高梁市

### 交差する道路
| 交差する道路                      | 市町村名 | 交差する場所 | 交差する場所 |
| --------------------------------- | -------- | ------------ | ------------ |
| 岡山県道50号北房井倉哲西線        | 新見市   | 哲西町大野部 | 起点         |
| 岡山県道409号大野部哲多線         | 新見市   | 哲西町大野部 |              |
| 岡山県道438号西山布寄線           | 高梁市   | 備中町西山   |              |
| 広島県道・岡山県道107号奈良備中線 | 高梁市   | 備中町西山   | 終点         |

### 沿線
- 西山高原
- 鈴木の滝
- 新成羽川ダム・備中湖